# مصطلح‌الحدیث
مصطلح‌الحدیث یا درایه از شاخه‌های علم حدیث است که در آن از کیفیت نقل حدیث از نظر اتصال و انقطاع زنجیرهٔ آن و سندیت حدیث و جز آن سخن می‌رود و هدف آن، تشخیص مقبول یا مردودبودن حدیث است. علم حدیث به دو شاخهٔ درایةالحدیث و روایةالحدیث تقسیم می‌شود و روایةالحدیث، به دو شاخهٔ رجال و مصطلح‌الحدیث.
در نزد اهل حدیث، احادیث از جنبه‌های گوناگونی بررسی می‌شوند.

## از لحاظ اعتبار
به نوشتهٔ ابن الصلاح، احادیث در بین اهل حدیث بر سه قسم‌اند: صحیح، حَسَن، موثق و ضعیف.
قدمای امامی‌مذهب احادیث را به صحیح و غیر آن تقسیم‌بندی می‌کردند و برای صحیح برشمردن حدیث معیارهایی داشتند.

### صحیح
طبق مقدمهٔ ابن الصلاح، حدیث صحیح حدیثی‌است مسند که شاذ و معلل نباشد و زنجیرهٔ اسناد آن پیوسته باشند و راویان در روایتِ آن عادل و ضابط. با این تفاسیر، احادیث مرسل و منقطع و معضل و شاذ و معلول و غیره نمی‌توانند در این دسته راه یابند.
طبق درایةالحدیث نوشتهٔ مدیرشانه‌چی، [در علوم حدیث شیعه] حدیث صحیح حدیثی‌است که زنجیرهٔ آن توسط رجالی موثق و امامی‌مذهب به معصوم متصل شود.

### حسن
ابن الصلاح در کتابش احادیث حَسَن را به دو دسته تقسیم می‌کند:
1. روایتی که زنجیرهٔ سند آن شامل راوی مستور باشد [=متهم به کذب باشد] و در عین حال در روایت‌کردن کثیرالخطا نباشد؛ مشروط بر اینکه روایت مشابه دیگری از طریق زنجیره سند دیگری موجود باشد.
2. روایتی که زنجیرهٔ سند آن شامل راوی‌ای باشد که مشهور به صداقت و امانت باشد اما در مقایسه با رجال احادیث صحیح، در حفظ و اتقان به درجهٔ آن‌ها نرسیده باشد.

طبق درایةالحدیث نوشتهٔ مدیرشانه‌چی، «حدیث حسن [در علوم حدیث شیعه] حدیثی‌است متصل که همهٔ زنجیرهٔ سند آن امامی‌مذهب و ممدوح باشند ولی تنصیص بر عدل هریک نشده باشد یا برخی ممدوح و بقیه ثقه باشند».

### موثق
خبری‌است که همهٔ افراد زنجیرهٔ سند آن به تصریح کتب رجال شیعه، ثقه باشند، خواه امامی‌مذهب یا نه.

### قوی
روایتی‌است که همهٔ راویان زنجیرهٔ حدیث امامی‌مذهب باشند گرچه ممدوح و مذموم نباشند.

### ضعیف
حدیث ضعیف آن است که شرایط موارد دیگر را نداشته باشد که خود انواع گوناگونی دارد. طبق مقدمة ابن الصلاح، هر حدیثی که صحیح یا حسن نباشد ضعیف است و انواع آن را چنین ذکر می‌کند: موضوع، مقلوب، شاذ، معلل، مضطرب، مرسل، منقطع، و معضل.
موجبات ضعف حدیث:
- کذب راوی (موضوع)
- متهم‌بودن راوی به کذب (متروک)
- کثیرالخطابودن راوی (منکر)
- غفلت راوی از اتقان در نقل (منکر)
- فسق راوی (موضوع)
- متوهم‌بودن راوی (معلل)
- مخالفت در نقل روایت به اثقات
- مجهول‌بودن راوی (مجهول)
- اهل بدعت بودن راوی (متروک)
- کم‌حافظه‌بودن راوی (شاذ/مختلط)

## از لحاظ تعداد راویان

### متواتر
حدیث متواتر حدیثی‌است که توسط راویان بسیاری نقل شده باشد، به گونه‌ای که هماهنگی آنان برای جعل ممکن نباشد.
 آحاد شامل  عزیز دو نفر یا سه نفروایت کرده مشهور بیش از چهار نفر غریب یک نفر

### خبر واحد
حدیث خبر واحد هر روایتی (خبری) که در تمام، یا برخی از طبقات، شمار آن در حدی نباشد که تبانی آنها بر کذب عادتاً محال باشد چنین خبری ذاتاً مفید علم نیست

## از لحاظ اتصال یا انقطاع زنجیره سند

### مسند
خبرمسند: خبری که سلسه سند آن تا معصوم مشخص باشد.

### متصل
حدیثی‌است که سلسله سند آن انقطاع نداشته باشد، هرچند انتهای آن به معصوم نرسد که در این صورت، متصل نسبی (متصل موقوف) است و اگر به معصوم (نزد شیعه) یا صحابی (نزد اهل سنت) برسد، متصل مطلق (متصل مرفوع). مثال از متصل مرفوع: «ابن فلان عن فلان عن رسول‌الله» و مثال از متصل موقوف: «ابن فلان عن فلان عن ابن بهمان عن بهمان قوله …».

### معلق
خبر معلق:خبری که از ابتدای سند آن نام یک یا چند نفر افتاده باشد.

### مرفوع
حدیثی‌است که انتهای آن به پیامبر (نزد اهل سنت) یا معصوم (نزد شیعه) برسد که خود می‌تواند
مرسل، منقطع یا متصل باشد.

### مضمره
خبرمضمره: خبری که در آن نام معصوم نیامده باشد از کنیه و القاب هم استفاده نشده باشد. بلکه از ضمیری که استفاده شده یا از محتوای کلام بتوان فهمید منظور کلام معصوم بود است.
مرفوع در اصطلاح دیگری هم به کار می‌رود و آن حدیثی‌است که در وسط یا انتهای سلسله یک یا چندتن از روات افتاده باشند.

### موقوف
حدیثی‌است که انتهای سلسله سند آن به صحابی پیامبر (نزد اهل سنت) یا صحابی یک معصوم (نزد شیعه) برسد که خود می‌تواند اتصال یا انقطاع داشته باشد.

### مقطوع
حدیث مقطوع (جمع آن: مقاطیع یا مقاطع) حدیثی‌است موقوف که از تابعین نقل شده باشد. طبق مقدمة ابن الصلاح برخی ازجمله امام شافعی آن را منقطع غیر موصول در نظر گرفته‌اند.

### مرسل
طبق نوشتهٔ ابن الصلاح حدیثی‌است که یکی از تابعین که صحابه را ملاقات و با آنان مجالست کرده‌است روایت کند، به این صورت که [بدون ذکر نام صحابی] بگوید «قال رسول‌الله (ص) ...». طبق درایةالحدیث، حدیثی‌است که آخرین راوی‌اش مذکور یا معلوم نباشد.
مقبول یا مردودبودن این دسته احادیث مورداختلاف است. برای نمونه مسلم نیشابوری (طبق نوشتهٔ ابن الصلاح) آن را فاقد حجیت می‌داند.
اصطلاح مرسل گاه برای اشاره به حدیث مقطوع یا معضل نیز استفاده شده‌است.

### منقطع
شامل هر حدیثی است که به هر صورتی به معصوم متّصل نباشد و از آغاز سند، یا از وسط یا از آخر سند، یک راوی ساقط شده باشد.

### معضل
روایتی است که از وسط سند آن بیش از یک راوی حذف شده باشد